# Dysgonia festinata
Dysgonia festinata är en fjärilsart som beskrevs av Walker 1858. Dysgonia festinata ingår i släktet Dysgonia och familjen nattflyn. Inga underarter finns listade i Catalogue of Life.